# دراهونیتسه
دراهونیتسه (به چکی: Drahonice) یک منطقهٔ مسکونی در جمهوری چک است که در ناحیه ستراکونیتسه واقع شده‌است. دراهونیتسه ۱۲٫۷۲ کیلومتر مربع مساحت و ۳۴۳ نفر جمعیت دارد و ۴۶۸ متر بالاتر از سطح دریا واقع شده‌است.